# Día de la Solidaridad con los Presos Políticos de Sudáfrica
La Asamblea General de las Naciones Unidas proclama el 11 de octubre como Día de la Solidaridad con los Presos Políticos de Sudáfrica.

## Celebración
El 9 de noviembre de 1976 la Asamblea General de las Naciones Unidas en su resolución 31/6 C proclama el 11 de octubre como Día de la Solidaridad con los Presos Políticos de Sudáfrica.

La Asamblea General,
1. Condena al régimen racista de Sudáfrica por su represión despiadada contra el pueblo oprimido de Sudáfrica y otros oponentes del apartheid;
 2. Reafirma su solidaridad con todos los sudafricanos que luchan contra el apartheid y por el establecimiento del gobierno de la mayoría, el ejercicio de su derecho a la libre determinación y los principios consagrados en la Carta de las Naciones Unidas;
3. Exige la liberación inmediata e incondicional de todas las personas encarceladas o cuya libertad ha sido restringida por haber participado en la lucha por la liberación en Sudáfrica;
4. Proclama el 11 de octubre Día de la Solidaridad con los Presos Políticos de Sudáfrica;
5. Pide al Centro contra el Apartheid que, en consulta con el Comité Especial contra el Apartheid, intensifique la publicidad en pro de la causa de todas las personas perseguidas por su oposición al apartheid en Sudáfrica.
Organización de las Naciones Unidas

## Fin delapartheid
La liberación de Nelson Mandela en el 1990, después de 27 años de prisión, y la sucesiva elección a jefe de Estado, decretaron el fin del apartheid.
Las elecciones del 1994 determinaron la victoria aplastante del Congreso Nacional Africano (CNA), con el 62,65 % de los votos, pero por debajo del umbral del 66,7 % (es decir, los dos tercios) que habrían permitido modificar la constitución y de entonces gobierna ininterrumpidamnete el país, primero con Nelson Mandela, después con Thabo Mbeki, y sucesivamente con Kgalema Motlanthe. La Comisión por la Verdad y la Reconciliación, instituida en el 1995, se ha ocupado de reunir testimonios sobre las violaciones de los derechos humanos y ha concedido la amnistía a quién confesase espontáneamente y plenamente los crímenes cometidos a las órdenes del gobierno.
El Sudáfrica post-apartheid, añadiendo nueve lenguas africanas, ha llevado el total de los idiomas oficiales a once. Otro gesto del nuevo gobierno fue el abatimiento del arsenal sudafricano.
El aniversario de las elecciones del 27 de abril se celebra como un día festivo para el Sudáfrica, conocido como Fiesta de la Libertad.

## La Sudáfrica del post-apartheid
Las condiciones de vida para los negros, sin embargo, siguen siendo muy difíciles. El gobierno sudafricano tuvo que aceptar las políticas neoliberales del Fondo Monetario Internacional: se ha hecho cargo de pagar la deuda internacional creada por los precedentes gobiernos, también privatizando muchas empresas nacionales. Los servicios sociales (agua, educación, salud) no son reconocidos a todos[cita requerida]. En las periferias urbanas los pobres no son todavía ciudadanos a todos los efectos{Cita requerida}}